# Andinophryne atelopoides
Andinophryne atelopoides är en groddjursart som först beskrevs av Lynch och Pedro M. Ruiz-Carranza 1981.  Andinophryne atelopoides ingår i släktet Andinophryne och familjen paddor. IUCN kategoriserar arten globalt som otillräckligt studerad. Inga underarter finns listade i Catalogue of Life.